# Hohenzollernstraße 170 (Mönchengladbach)

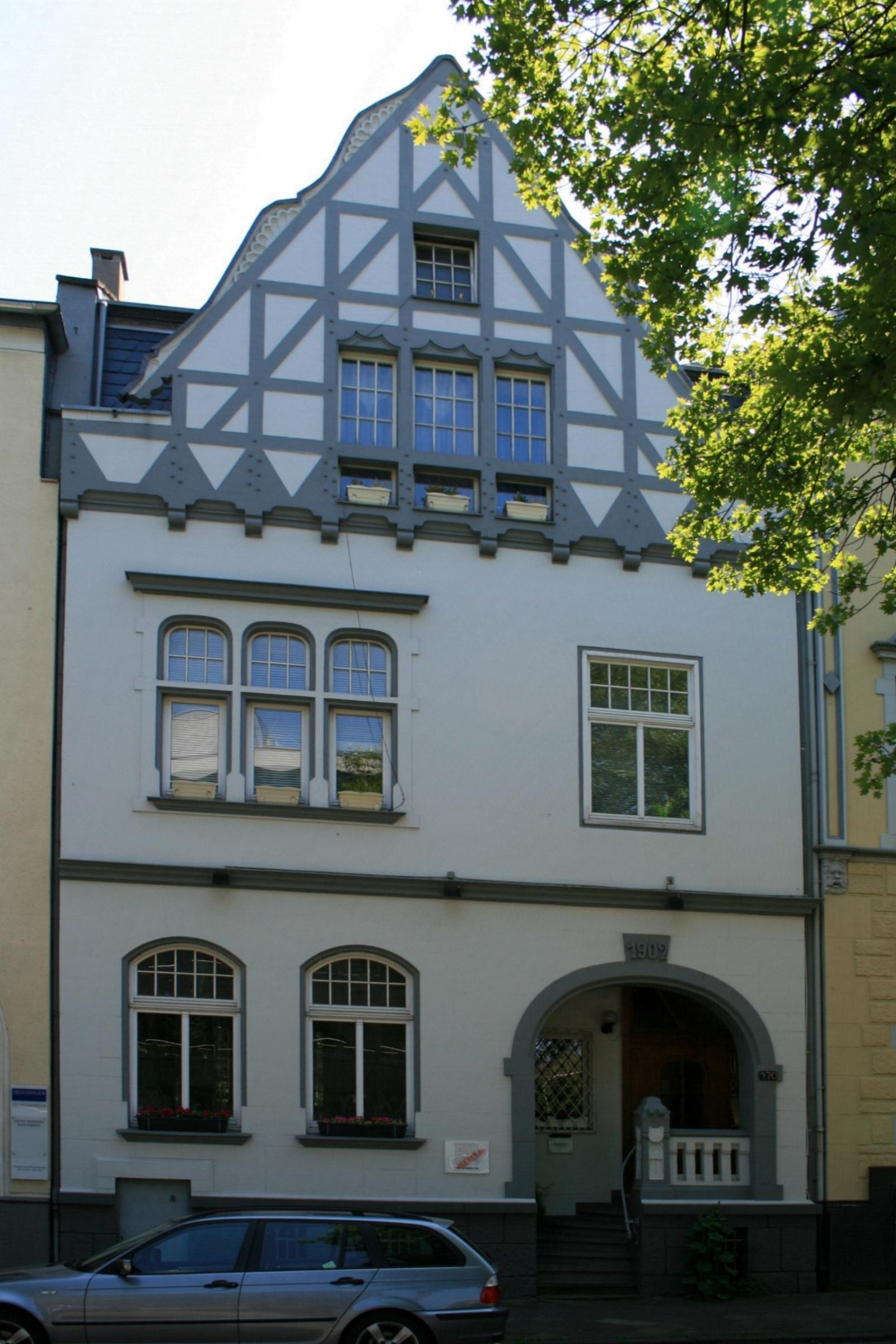
Wohnhaus (2010)

Das Wohnhaus Hohenzollernstraße 170 steht in Mönchengladbach (Nordrhein-Westfalen).
Das Gebäude wurde Anfang des 20. Jahrhunderts erbaut. Es wurde unter Nr. H 006  am 4. Dezember 1984 in die Denkmalliste der Stadt Mönchengladbach eingetragen.

## Architektur
Das aus dem Anfang des 20. Jahrhunderts stammende zweigeschossige Wohnhausgebäude enthält im Bereich des Mansarddaches einen kräftigen und symmetrischen, aus der Fassade sich erhebenden fachwerkimitierenden Spitzgiebel mit geschweiften Dekorformen. Der im Mansarddachbereich liegende Ziergiebel hat eine Dreifensteranordnung mit einem darüberliegenden Dachbodenfenster.